# رابرت مایرز
رابرت مایرز (انگلیسی: Robert Meyers; ۱۱ اوت ۱۹۲۴ – ۲۲ مارس ۲۰۱۴) بازیکن هاکی روی یخ اهل کانادا بود.